# Verónica Macamo

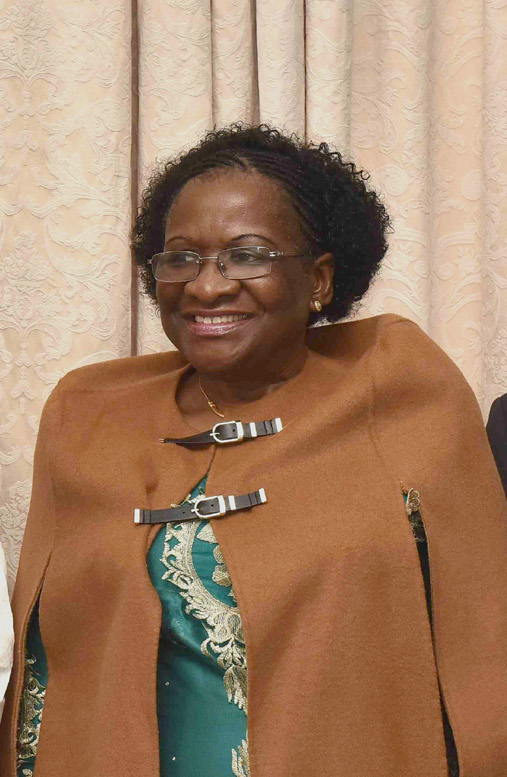
Veronica Macamo, 2016

Verónica Nataniel Macamo Dhlovo, kurz Verónica Macamo (* 13. November 1957 in Chissano, Provinz Gaza, Portugiesisch-Ostafrika) ist eine mosambikanische Politikerin (FRELIMO) und Abgeordnete. Macamo ist seit 2010 Präsidentin des mosambikanischen Nationalparlaments.

## Biographie
Verónica Nataniel Macamo Dhlovo wurde am 13. November 1957 im Dorf Chissano in der Nähe des Ortes Bilene in der damaligen portugiesischen Kolonie Mosambik geboren. Nach ihrer Schulausbildung studierte sie Jura an der Universidade Eduardo Mondlane in Maputo. Macamo gründete den Juristinnen-Verband Mosambiks (Associação da Mulher de Carreira Jurídica).
Außerhalb ihrer politischen Laufbahn arbeitete sie unter anderem für die mosambikanische Frauenorganisation (OMM), deren Ehrenmitglied sie seit 1990 ist. Zudem beriet sie verschiedene Unternehmen justiziell. Von 2000 bis 2009 leitete sie den Verwaltungsrat 2009 des nationalen Tourismus-Fonds. 2009 hatte sie die Position der Verwaltungsrätin des Unternehmens Companhia Moçambicana de Hidrocarboretos inne.

### Aufstieg in der FRELIMO
Macamo trat nach der Unabhängigkeit Mosambiks und der Legalisierung der sozialistisch-marxistischen Befreiungsbewegung FRELIMO dieser 1975 bei. Ab den 1990er Jahren stieg sie rasch innerhalb der Partei auf. Seit 1991 ist sie Mitglied des Comité Central (vergleichbar mit einem erweiterten Parteipräsidium), wo sie 1994/95 den Frauenausschuss leitete und 1995 die Aufgaben der Sprecherin für auswärtige Angelegenheiten übernahm. Seit 1997 ist sie Mitglied des wichtigsten Parteiorgans, der Comissão Política.
Parteiintern gilt sie als Mitglied des Parteiflügels um Armando Guebuza, Staatspräsident Mosambiks zwischen 2005 und 2015.

### Abgeordnete

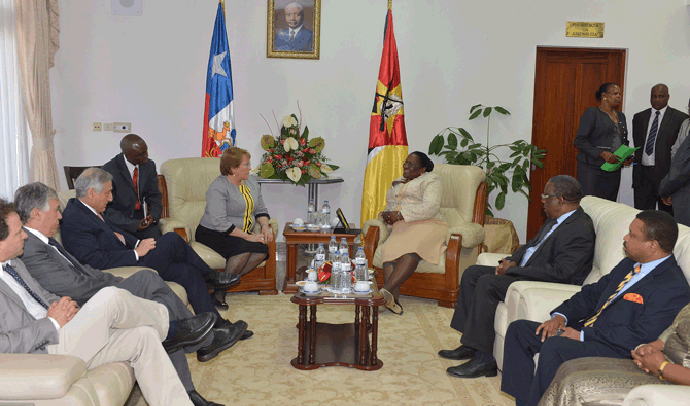
Verónica Macamo im Gespräch mit Michelle Bachelet, Präsidentin Chiles

Seit der Parlamentswahl 1994 ist Macamo Abgeordnete des mosambikanischen Nationalparlaments, dort Mitglied der FRELIMO-Fraktion und wurde 1999, 2004, 2009 und 2014 immer über die Provinzliste für Gaza wiedergewählt. Innerhalb des Parlaments hatte sie bereits verschiedene Aufgaben ausgeführt. Zwischen 2000 und 2004 leitete sie den Ausschuss für die Modernisierung des Parlaments (Comité de Modernização da Assembleia da República, COMAR).
Zwischen 2004 und 2009 hatte sie das Amt der Vizepräsidentin des Parlaments inne und leitete den Verwaltungsbeirat (Conselho Consultivo de Administração da Assembleia da República) des Parlaments. Seit 2010 wählte sie das Parlament mit 91,4 Prozent zur Nachfolgerin für den scheidenden Parlamentspräsidenten Eduardo Mulembue. 2015 wurde sie für die neue Legislaturperiode in diesem Amt mit 89 Prozent erneut bestätigt. In der Rolle der Vizepräsidentin bzw. der Präsidentin des Parlaments ist sie auch Mitglied des Hauptausschusses (Comissão Permanente).
Macamo ist zudem Mitglied des Panafrikanischen Parlaments.

### Privat
Verónica Macamo ist verheiratet und hat drei Kinder. Sie wohnt im Maputoer Vorort Matola.

## Kontroversen
Nach Macamos Wahl zur Parlamentspräsidentin berichtete die mosambikanischen Wochenzeitung @Verdade, dass Macamo ihren bisherigen Dienstwagen, einen Mercedes-Benz S 300, nicht für repräsentativ genug hielt. Aufgrund dessen orderte die Parlamentsverwaltung einen neuen Mercedes-Benz S 500, der 14 Millionen Neue Metical (2015 etwa 475.000 Euro) gekostet haben soll. Dieser Vorgang löste eine kontroverse Debatte aus, nach der Macamo die Bestellung des Fahrzeugs zurückgezogen haben soll.
Im Wahlkampf der Kommunalwahlen 2013 warb Macamo in zahlreichen Städten für die Wahl ihrer Partei. Bei einer Wahlkampfveranstaltung in der nordmosambikanischen Stadt Quelimane, in der dem oppositionellen Kandidaten Manuel de Araújo (MDM) gute Chancen eingeräumt worden waren, wurde Macamo von der regierungskritischen Zeitung Canal de Moçambique mit den Worten zitiert, dass die FRELIMO die Stadt einnehmen müsse, selbst wenn dabei Blut vergossen werde. Diese Äußerung löste massive Proteste der MDM-Anhängerinnen und -Anhänger aus. Macamo dementierte diese Äußerung.